# 約翰·克拉克
約翰·克拉克（英語：John Clark），原名約翰·特倫斯·凱利（英語：John Terrence Kelly），是一名虛構的人物，出現在湯姆·克蘭西許多作品中。

## 虛構簡歷

### 個人生活
約翰·凱利於1944年生於印第安納波利斯一個愛爾蘭裔天主教家庭。他的父親提摩西·凱利是一位消防隊員，於一場火災救助兩個孩童時發生心肌梗塞過世。母親則在約翰年紀很小時死於癌在。長成後，他進入印第安納波利斯的布雷伯夫耶穌會高中就讀。
他的第一任妻子派翠西亞因一場車禍過世，當時她已懷有身孕。約翰的第二位女兒以此命名。
他妻子過世後六個月，約翰與潘蜜拉·馬登有一段短暫的感情。潘蜜拉原來是一位由綁架販毒集團控制作為運毒者的妓女，在不期而遇後，與凱利合作欲舉發這些犯罪者。當他們前往潘蜜拉以前活動的區域偵查與提供情報給警方時，潘蜜拉被綁架集團的成員發現後展開飛車追逐。凱利認為已經甩開犯罪份子，將車輛停在路邊說話時，毒販追上開槍擊中凱利後，將潘蜜拉抓走。稍後潘蜜拉被凌虐殺死，屍體被沉入湖中。
在約翰·霍普金斯醫院治療與復健期間，約翰遇見將成為他的第二任妻子的護理師珊卓·“珊蒂”·歐圖爾。後來他們生了兩個女兒：派翠西亞·朵莉絲與瑪格麗特·潘蜜拉。女兒的中間名都是以凱利曾經由綁架販毒犯手中短暫解救而又被殺害的女孩為名。派翠西亞後來成為一名醫生，並與凱利（此時已改名為克拉克）中情局期間參與哥倫比亞地下行動（參考《迫切的危機》）時的成員之一多明戈·“丁”·查維斯結婚。在《虹彩六號》故事中，派翠西亞生了一位男孩名為約翰·康納·查維斯，約翰升格成為祖父。

### 職業生涯
克拉克於越戰時加入海軍（當時的名字還是約翰·特倫斯·凱利），後來進入海豹部隊並參與了數個特殊行動。其中一個是海軍飛行員被擊落於北越的救援行動。這個飛行員是道奇·麥斯威爾將軍的兒子，凱利也因此成功的救援行動被擢升為士官長。在第一次勤務派駐後，凱利離開了軍隊一陣子，因凱利曾經潛入過該地的因素，他很快地被中情局特別行動科雇用投入救援祕密的戰俘營特殊任務。同時,凱利在家鄉也進行他自己的戰鬥與抗爭：對抗殺害他女朋友潘蜜拉·馬登的綁架販毒集團。當他成功的擺平罪犯時，巴爾的摩警方（包括埃米特·雷恩，傑克·雷恩的父親）也循線追蹤出他就是殺死毒販的人。為此，凱利以船難詐死，並在中情局的幫助下，變更於犯罪現場發現的指紋證據，此後以“約翰·克拉克”的假名投入中情局的工作。在作品《冷血悍將》中，他的中間名原文有時拼寫為Terence，有時則寫為Terrence。全名“約翰·特倫斯·克拉克”（John Terrence Clark）則出現在作品《迫切的危機》之中。
整個職業生涯中，克拉克進入過數個現實生活中的危險地區。除了越南戰區，他應該也參與了伊朗人質危機與海灣戰爭，加上在蘇聯的許多任務。他宣稱曾經瞄準過阿布·尼達爾的頭部，但是沒有獲得開槍射殺該人的允許（《迫切的危機》）。

### 冷血悍將
約翰·克拉克第一次出現在傑克·雷恩虛構世界是在《冷血悍將》（Without Remorse），作品中包含艾米特·雷恩與他的兒子傑克。雖然他並未出現在作品《愛國者遊戲》中，但是隱約透漏了他就是中情局偕同法國秘密行動小組對抗阿爾斯特解放軍（Ulster Liberation Army，ULA）的聯絡人。他也短暫的出現在作品《克里姆林宮的樞機主教》，國安會主席格拉西莫夫決定投敵後，其妻女於列寧格勒的撤出過程中。這也明示了克拉克的公開出現。

### 迫切的危機
在《迫切的危機》故事中，他率領一個美國陸軍秘密行動小組發動對抗哥倫比亞卡利幫的秘密戰爭。當政府因政治理由放棄這些行動成員時，克拉克與傑克·雷恩飛抵哥倫比亞救援倖存者。這是克拉克在整個虛構世界中第一次與雷恩互動。

### 恐懼的總和
在《恐懼的總和》故事中，他是雷恩的駕駛與保鑣。故事後期他回到外勤，進行在墨西哥市將電子竊聽裝置放入日本首相的飛機的行動。行動進行到一半，恐怖分子攻擊了丹佛市，因此他的任務更改為阻止巴勒斯坦恐怖分子逃離墨西哥，並且成功地達成任務。他也審問並得到了恐怖份子的自白，最後將他們送交利雅德的法庭進行伊斯蘭傳統制裁：以劍梟首。

### 日美開戰
在《日美開戰》故事中，他再次成為中情局行動處的外勤官員。故事初期，他與他的夥伴多明戈·查維斯擄獲了像艾迪德的軍閥默哈米德·阿布杜爾，並將他送交審判。故事後半段，他們被派往日本評估其國內氛圍，克拉克的掩護身分為蘇俄記者。當狀況惡化為日本與美國戰爭開始時，他們建立了與日本政府內部反對派的聯絡管道，並解決兩架日本早期預警機。